# Balans bieli

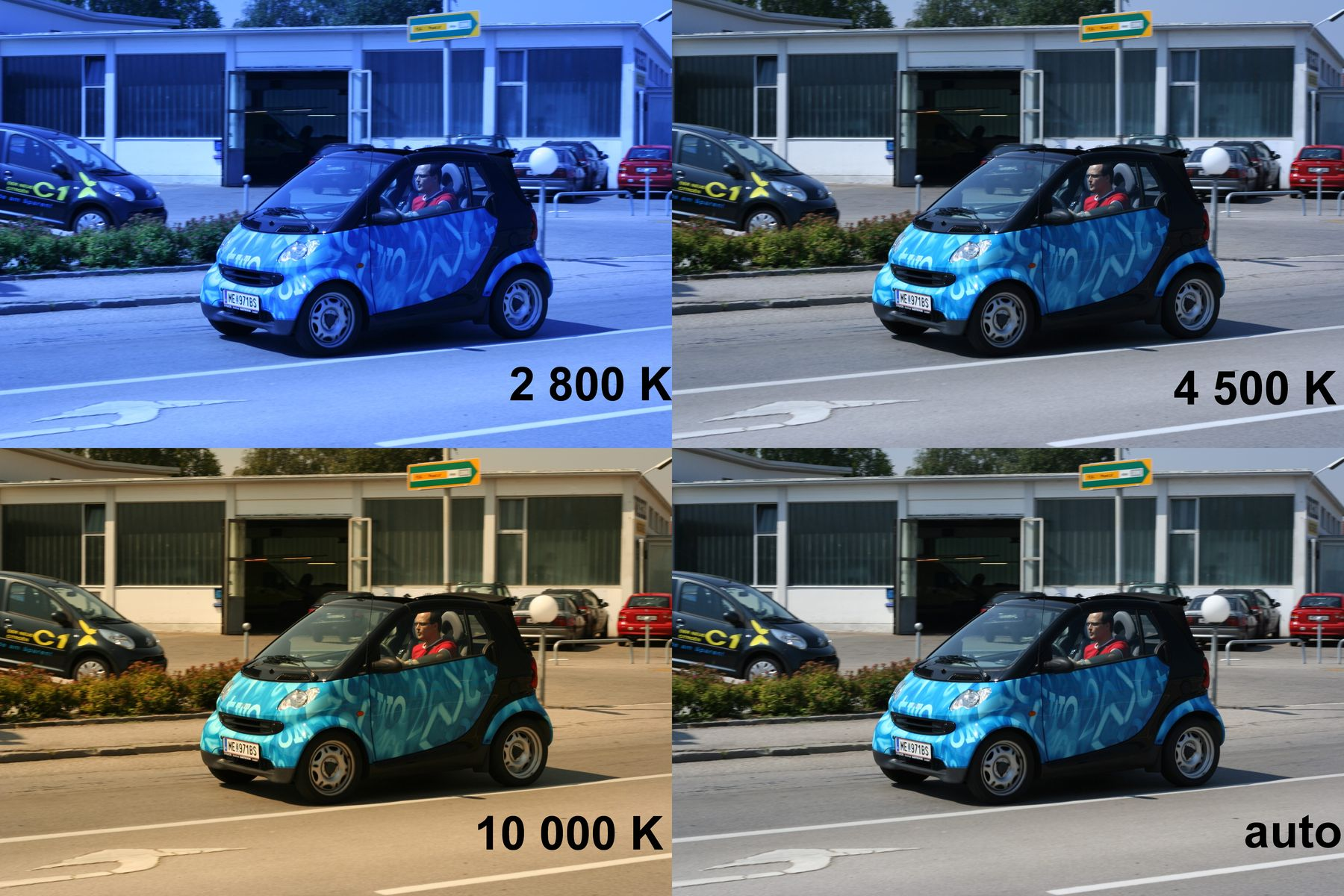
Zdjęcie zrobione z różnymi ustawieniami balansu bieli.

Balans bieli, balans kolorów, balans szarości, balans neutralny – termin dotyczący aparatów cyfrowych oraz kamer cyfrowych. Jest to proces kompensacji barw obrazu zarejestrowanego przez matrycę dla temperatury barwowej oświetlenia, jakie towarzyszyło wykonaniu zdjęcia, w celu przedstawienia kolorów w sposób najbardziej naturalny lub satysfakcjonujący odbiorcę.
Balans bieli może być wykonywany automatycznie przez algorytmy aparatu lub na podstawie zadanych przez użytkownika parametrów. Parametry przekazywane są najczęściej za pomocą temperatury barwowej światła (wyrażanej w kelwinach). Dla ułatwienia w większości urządzeń znajduje się skala reprezentująca temperaturę w postaci opisów rodzaju oświetlenia (światło dzienne, żarówka, świetlówka).

## Sposoby ustawiania balansu bieli

### Automatyczny balans bieli
Algorytmy automatycznego balansu bieli wyszukują na zdjęciu najjaśniejszy punkt. Gdy uda się go odnaleźć algorytm zakłada, że jest to kolor biały. Następnie algorytm kompensuje składowe RGB najjaśniejszego obszaru tak, by był biały, a następnie w taki sam sposób kompensuje składowe RGB dla pozostałych pikseli obrazu. Niska złożoność tego algorytmu sprawia, że na obecnie produkowanych urządzeniach nie wywołuje on zauważalnych opóźnień w pracy urządzenia.
Nie zawsze jednak najjaśniejszy obszar zdjęcia jest biały, dlatego balans bieli wspomagany jest także algorytmami wykrywającymi dominujący kolor zdjęcia szukając tzw. zafarbu (np. zdjęcie pokoju oświetlonego świecą będzie miało czerwony zafarb, a zdjęcie wykonane w świetle księżyca niebieski). Na podstawie informacji o najjaśniejszym obszarze i zafarbie algorytm dokonuje odpowiedniej kompensacji barw.
Algorytm automatycznego balansu bieli jest jednak całkowicie nieodporny na wiele znacznie różniących się temperaturą barwową źródeł światła. Jak na razie nie udało się opracować możliwego do zaimplementowania w małych urządzeniach automatycznego rozwiązania tego problemu.

### Format RAW
Wykonywanie zdjęć w formacie RAW pozwala na późniejszą zmianę balansu bieli w programie graficznym (Lightroom, Camera Raw i inne). W formacie tym aparat zapisuje do pliku jedynie informacje o natężeniu poszczególnych składowych RGB światła, jakie dotarło do matrycy. Zazwyczaj nie są wykonywane wtedy żadne algorytmy kompensacji barw. Zaletą takiego rozwiązania jest brak konieczności zwracania uwagi na rodzaj oświetlenia w momencie wykonywania zdjęcia oraz możliwość wykonywania kopii zdjęcia z różnymi ustawieniami balansu bez strat.

## Optyka balansu bieli

Rozszczepienie światła na składowe po przejściu przez pryzmat

Na światło białe składają się składowe od czerwieni po fiolet (w przypadku tradycyjnej fotografii nie bierzemy pod uwagę promieniowania w pasmach nie widocznych dla ludzkiego oka tj. poniżej podczerwieni i powyżej ultrafioletu).
Światło białe jest mieszaniną wszystkich możliwych kolorów światła pasma widzialnego, co można zobaczyć po przepuszczeniu światła białego przez pryzmat, i rozszczepieniu go.
Za idealny poziom balansu bieli założono światło słoneczne zmierzone w południe blisko równika (chodziło o ograniczenie wpływu kąta przejścia przez atmosferę promieni na osłabienie lub wzmocnienie części pasma). Zbadano procentowy udział każdej składowej i przyjęto je za punkt wyjścia dla określenia totalnej bieli i doskonałej szarości (tzw. koloru szarego po odbiciu światła białego od szarej karty Kodaka). Każda rozbieżność w proporcjach udziału składowych w paśmie światła odbitego i padającego (tzw. przesunięcie pasma w kierunku czerwieni lub fioletu) powoduje ocieplenie (przesunięcie w stronę czerwieni) lub oziębienie (przesunięcie w stronę fioletu) obrazu porównywanego z tym wykonanym we wzorcowych warunkach.
Oko ludzkie ma niezwykłą zdolność do korygowania tego błędu, ale do pewnego stopnia. W ciągu dnia, gdy osoba będzie oglądać szary przedmiot rano, w południe i wieczorem będzie on dla niej tego samego koloru. Granica adaptacji do różnych warunków oświetleniowych pojawia się, gdy w grę będą wchodzić skrajne wartości – gdy szary przedmiot będzie oglądany nocą przy świetle świecy, stanie się zaczerwieniony, a przy świetle księżyca niebieski.
Zjawisko to w nasilonym stopniu dotyczy materiału i elektronicznych systemów światłoczułych (matryce CMOS/CCD), ponieważ percepcja koloru przez człowieka zależy nie tylko od możliwości anatomicznych, ale także od wrażenia, a wbudowane systemy elektroniczne do przechwytywania obrazu rozróżniają jedynie natężenie światła w trzech składowych RGB.

### Matryca elektroniczna i powstawanie obrazu

Schemat budowy matrycy światłoczułej. Rysunek ukazuje układ elementów światłoczułych odpowiedzialnych za badanie natężenia światła w odpowiedniej składowej R (czerwonej), G (zielonej) i B (niebieskiej)

Systemy elektroniczne (matryce), na których oparte są aparaty cyfrowe ze względu na swoją budowę potrafią rozróżnić natężenie trzech podstawowych składowych światła na nie padającego: czerwonej, zielonej i niebieskiej (RGB). W uproszczeniu obraz powstaje poprzez złożenie tych trzech obrazów składowych w jeden kolorowy. Korekcja balansu bieli może odbywać się na dwa zasadnicze sposoby:
1. Sposób programowy (obecnie wycofywany) Powstały obraz w aparacie zawsze ma ten sam charakterystyczny dla danej matrycy balans bieli. Korekcja balansu bieli odbywa się na poziomie składania obrazu kolorowego z trzech obrazów odpowiadających natężeniu światła w każdej z trzech składowych. Jeśli aparat ma skorygować czerwony zafarb (determinant kolorystyczny) w obrazie składowa odpowiedzialna na ten kolor jest wykorzystana w odpowiednio mniejszym stopniu, w przypadku korekcji zaniebieszczenia obrazu - aparat wykorzystuje składową niebieską.
2. Sposób analityczno - sprzętowy (obecnie preferowany) Metoda polega na zaawansowanym systemie sterowania nowoczesnymi matrycami układów światłoczułych oraz analizą obrazu przez tzw. procesory obrazowe. Miniaturyzacja i wydatne zwiększenie mocy obliczeniowej procesorów wraz ze zwiększeniem ich specjalizacji umożliwiły przetwarzanie ogromnych ilości danych i niezwykle precyzyjną (przyp. autora - choć wciąż niedoskonałą) analizę pasma światła "widzianego" przez matrycę. Po naciśnięciu spustu migawki aparat przechwytuje informacje o natężeniu światła z matrycy jak w przypadku starego systemu, ale obraz nie jest zapisywany - służy jedynie do wykonania analizy proporcji składowych. Procesor aparatu bierze pod uwagę czas ekspozycji, składowe i zadaną przez użytkownika korekcje (jeśli jej nie zadano - sam dokonuje doboru na podstawie własnych algorytmów). Na podstawie tych danych steruje napięciem w elementach światłoczułych, by matryca mogła zarejestrować jak najdokładniej spektrum światła na nią padającego. Dopiero po tej operacji aparat zapamiętuje składowe obrazu i łączy je w kolorowe zdjęcia, a następnie zapisuje do postaci pliku.

### Automatyka a ustawienia manualne
Aparat, a ściślej procesory zajmujące się przetwarzaniem obrazu przez nie zapisywanym ma ograniczone możliwości analizy obrazu, przez co często nie jest w stanie samodzielnie dokonać właściwego wyboru odpowiednich parametrów. Problem pojawia się szczególnie w nietypowych warunkach, przykładowo podczas fotografowania w pomieszczeniu o różowych ścianach. Procesor obrazu stara się odszukać jasne i szare punkty w rejestrowanym obrazie (obecnie amatorskie aparaty z pełną automatyką posiadają również system rozpoznawania twarzy, który podczas analizy obrazu bierze pod uwagę kolor skóry człowieka) i na tej podstawie dokonuje korekcji. Jednak czasami jest to niezwykle trudne zadanie, a wciąż niedoskonałe systemy nie mogą sobie w pełni z tym poradzić. Możemy znacznie pomóc aparatowi wskazując odpowiedni zakres korekcji, podając parametr pod postacią odpowiednich warunków ekspozycji.

#### Rodzaj światła i jego temperatura
W prostych aparatach fotograficznych można wybrać rodzaj światła lub porę dnia podczas których będzie wykonane zdjęcie, a bardziej zaawansowane systemy pozwalają jeszcze dokładniej określić warunki ekspozycji poprzez podanie temperatury barwowej światła.
- (2500–2900 K)
- Światło żarowe (3000–3200 K)
- Światło jarzeniowe (3300–5100 K) - biała
- Światło słoneczne (5200–5300 K)
- Światło lampy błyskowej (5400 K)
- Światło dzienne (chmury) (5500–5900 K)
- Światło dzienne (cień) (6000–8000 K)
- (8100–10000 K)

### Błona fotograficzna
Na rynku występują błony barwne uczulone na światło słoneczne - należy je stosować w ciągu dnia. Dzięki nim, na zdjęciach wykonanych podczas prawie całego dnia przy czasie ekspozycji do około 15 sekund zachowa prawidłowe odwzorowanie kolorów.